# 辛拉瓦霍斯
辛拉瓦霍斯，是西班牙卡斯蒂利亚-莱昂阿维拉省的一个市镇。总面积20平方公里，总人口215人（2001年），人口密度11人/平方公里。